# 3. mehanizirana divizija
Treća mehanizirana divizija (en.: Spearhead) bila je mehanizirana postrojba kopnene vojske SAD-a. Kasnije dobiva nadimak Treća glava (en.:Third head). Aktivirana je 1941. godine i sudjeluje na europskom bojištu Drugog svjetskog rata. Divizija je bila stacionirana u Zapadnoj Njemačkoj tokom hladnog rata i sudjelovala je u Zaljevskom ratu. Nedugo nakon Zaljevskog rata divizija je povučena.

## Drugi svjetski rat
3. oklopna divizija je na početku rata imala 232 srednja tenka, a tijekom rata je izgubila 633 srednja i 147 laka, dodatnih 1305 srednjih i 395 lakih tenkova je popravljeno i vraćeno u borbu.